# Bacteriostático
Um bacteriostático é um tipo de antibiótico. É um produto farmacêutico que tem como princípio terapêutico impedir a proliferação dos microrganismos.
Detém a multiplicação de bactérias (fissão binária), seu aumento em número, mas não as matam, permitindo, num organismo, ao sistema imunológico a tarefa de eliminar a infecção. Antibióticos bacteriostáticos limitam o crescimento de bactérias por interferirem com a produção de proteína, a replicação do DNA ou outros aspectos do metabolismo celular bacteriano. Os agentes bacteriostáticos são frequentemente inibidores de síntese proteica e atuam por ligação aos ribossomas.
Um exemplo de aplicação dos bacteriostáticos é nos desodorantes.
Deve-se observar que são diferentes dos bactericidas, que matam as bactérias mas não destroem as células mortas, ocorre a morte das células mas não há a lise celular. Os bacteriolíticos são antibióticos que eliminam as bactérias, provocando a destruição da parede bacteriana, há a indução da morte celular por lise celular, levando visivelmente, em laboratório, à diminuição da turbidez de uma cultura bacteriana e do número de células viáveis. Bacteriolíticos inibem a síntese da parede celular em bactérias, um exemplo é a penicilina.
Os bacteriostáticos são agentes quimioterápicos da classe dos antibióticos que detêm o crescimento de determinadas bactérias, dificultando sua proliferação e deixando ao sistema imunitário a tarefa de eliminar as bactérias que já estão presentes no organismo.
O mecanismo de ação usual é a modificação das proteínas e/ou o rompimento da membrana plasmática, ambos essenciais para a proliferação bacteriana.

## Exemplos
- Associação sulfametoxazol/trimetoprima (ex.: Bactrim)
- Clindamicina
- Cloranfenicol
- Tetraciclina
- Azitromicina